# Jean-Yves Béziau

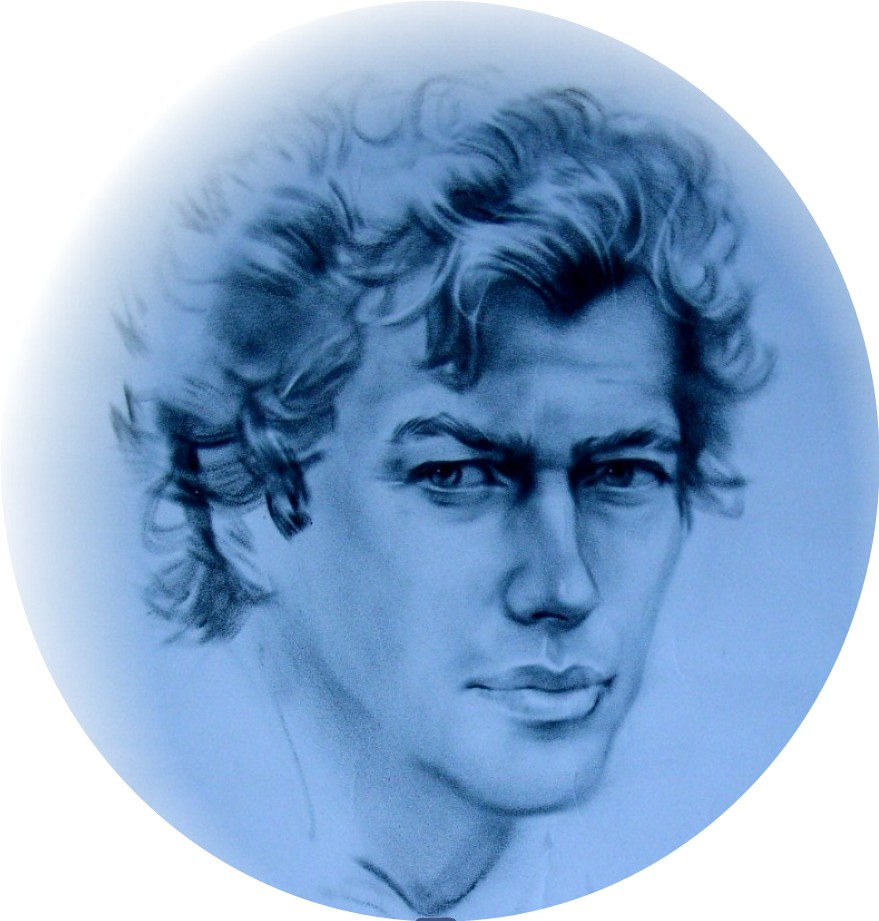

Jean-Yves Béziau (ur. 15 stycznia 1965 w Orleanie) – profesor logiki oraz członek Brazylijskiego Centrum Badań Naukowych i Technologicznych CNPq – na Federalnym Uniwersytecie (Ceara-Fortaleza, Brazylia). Posiada podwójne obywatelstwo – francuskie oraz szwajcarskie. Poza ojczystym językiem francuskim, Béziau biegle włada angielskim oraz portugalskim. Opublikował wiele prac we wszystkich trzech językach.
Jest pomysłodawcą oraz głównym organizatorem światowych kongresów World Congress and School on Universal Logic oraz International Congress on the Square of Opposition.
Były student (oraz wielokrotny współpracownik) Newtona da Costy. Jego badania w dziedzinie logiki koncentrują się wokół logik parakonsystentnych oraz logiki uniwersalnej. Obronił pracę doktorską z filozofii na Uniwersytecie w São Paulo oraz z logiki na Uniwersytecie w Paryżu (VII).
Pracował na Uniwersytecie we Wrocławiu, Uniwersytecie Kalifornijskim w Los Angeles, Uniwersytecie Stanforda oraz Uniwersytecie w Neuchâtel (Szwajcaria).
Jest redaktorem naczelnym oraz założycielem czasopisma Logica Universalis oraz serii monografii Studies in Universal Logic.

## Wybrane publikacje
- Logica Universalis: Towards a General Theory of Logic (red.)() Basel: Birkhäuser Verlag, 2005, Drugie wydanie 2007. ISBN 3-7643-7259-1.
- Handbook of Paraconsistency()(red. Jean-Yves Béziau, Walter Carnielli & Dov Gabbay). London:King’s College, 2007. ISBN 978-1-904987-73-4.
- Semantic computation of truth based on associations already learned (Jean-Yves Béziau & Patrick Suppes), Journal of Applied Logic, 2 (2004), ss. 457-467.
- “What is paraconsistent logic?” [w:] D. Batens et al (red.), Frontiers of Paraconsistent Logic, Reasearch Studies Press, Baldock, 2000, ss. 95-111. ISBN 0-86380-253-2.